# Víctor Dalbiez
Víctor Dalbiez (Cornellà de Conflent, 23 de juny del 1876 - Les Pavillons-sous-Bois, Illa de França, 29 d'abril del 1954) fou un polític socialista nord-català.

## Biografia
El seu pare havia estat alcalde de Cornellà de Conflent. Era membre del Partit Radical-Socialista i col·laborador al diari La Montagne (1905-1912); fou cofundador de Le Cri Catalan el 1907 amb Joan Payra, conseller general dels Pirineus Orientals del 1909 al 1931 pel cantó de Perpinyà-Est i president del Consell General dels Pirineus Orientals del 1927 al 1929.
Fou diputat a l'Assemblea Nacional Francesa del 1909 al 1919 i del 1924 al 1927 pel Partit Republicà Radical i Radical-Socialista. Alineat a l'esquerra, defensà la reincorporació dels treballadors ferroviaris acomiadats per la vaga de les empreses privades (1911). El 14 de juny del 1924 fou nomenat ministre de les regions alliberades en el govern d'Édouard Herriot, càrrec que ocupà fins al 17 d'abril del 1925.
Del 1927 al 1936 fou senador i membre de la comissió d'afers estrangers, i alcalde de Perpinyà del 1929 al 1935. Durant la Primera Guerra Mundial es va allistar com a tinent al 126è Regiment d'Infanteria Territorial, i el 1915 fou ascendit a subtinent. Feu votar la loi Dalbiez que assegurà un repartiment més equilibrat dels homes mobilitzats en el front.